# Susan Baross
Susan Baross-Nesbitt (Riverside, 1954) is een Amerikaanse synchroonzwemster met twee wereldtitels.

## Levensloop
In 1973 nam Barros deel aan het eerste Wereldkampioenschappen synchroonzwemmen. Barros maakte deel uit van de Amerikaanse ploeg dat de eerste titel behaalde. Op het solo onderdeel werd Barros zesentwintigste. 1974 was een druk jaar: samen met Gail Johnson werd ze Outdoor Senior National Duet-kampioen, en samen behaalden ze ook de eerste plaats op de eerste Pan-Pacifische kampioenschappenen op de All Japan Invitational. Ook de Santa Clara Aquamaids behaalden de eerste plaats op zowel de Pan-Pacifische kampioenschappen als de All Japan Invitational dat jaar.
In 1975 werd ze Outdoor Junior National Solo-kampioen en zwom ze mee met de Amerikaanse ploeg, dat zowel de eerste plaats behaalde op de Wereldkampioenschappen synchroonzwemmen als op de Pan-Amerikaanse Spelen. Op het solo onderdeel werd Barros elfde. Hierna beëindigde Barros haar carrière.
In de vier jaar dat ze deel uitmaakte van het Amerikaanse nationale team, behaalde ze in totaal 14 internationale titels en 18 nationale titels, waaronder twee wereldkampioenschappen.
Daarna werkte Barros in de jaren 1980 met de Canadese nationale synchroonzwemploeg. Ook coachte ze de Australische Olympische ploeg van 1984, dat deelnam aan de Olympische Spelen, het eerste jaar waarin synchroonzwemmen werd opgenomen in het programma. In 1983 werd ze uitgeroepen tot Coach van het Jaar in Ontario (Canada), en in 1989 in Nova Scotia.
In 2005 begon Barros met het coachen van de Amerikaanse nationale ploeg op de Wereldkampioenschappen. In 2006 coachte ze het juniorenteam op het Junior Wereldkampioenschap. In 2010 werkte ze samen met Kim Wurzel-Lo Porto (lid van het Amerikaanse Olympisch team van 2000) aan het Amerikaanse juniorenteam, en sinds 1996 werkt ze als consultant voor het Amerikaanse nationale team.
In 2018 besloot Sue dat ze zelf weer wilde gaan zwemmen. Ze was op zoek naar een andere coachingsstijl, wat onderzoek vergde. Ze wilde opnieuw ervaren hoe het was om zelf gecoacht te worden. Ze begon opnieuw met competitief zwemmen. Dit veranderde haar coachingsstijl en filosofie ten goede. Ze was succesvol in deze tweede carrière als zwemster: ze won de solo- en duettitel op de World Masters Championships van 2017 en verdedigde haar solotitel bij de volgende kampioenschappen in 2019.

## Prive
Haar dochters Stephanie Nesbitt (Olympisch brons) en Barb Nesbitt werden ook synchroonzwemsters.

## Televisie- en filmoptredens
Baros was als zichzelf te zien in de televisieserie Switched! in een aflevering met Brooke Abel. Ook verscheen ze in de documentaire Sync or Swim uit 2008, waarin zwemsters gevolgd worden tijdens hun poging om een plek in het Amerikaanse Olympisch team van 2004 te bemachtigen.